# Wiktor Alexandrowitsch Masyrin

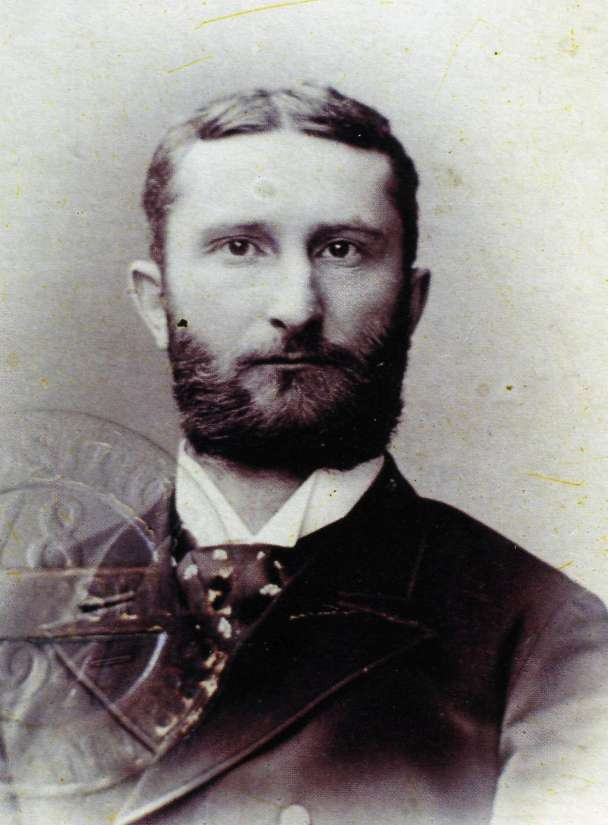
Wiktor Alexandrowitsch Masyrin

Wiktor Alexandrowitsch Masyrin (russisch Виктор Александрович Мазырин; * 18. Maijul. / 30. Mai 1859greg. in Alatyr; † 1919 in Moskau) war ein russischer Architekt.

## Leben
Masyrins adliger Vater Alexander Jefimowitsch Masyrin war Militärarzt und starb früh. 1868 brachte ihn seine Mutter für den Besuch des Jungengymnasiums in Nischni Nowgorod in einem Pensionat unter, worauf sie bald starb. Die Vormundschaft übernahm nun eine Tante väterlicherseits. Von seinen Mitschülern erhielt er aufgrund seines auffallenden Aussehens (braune Haut, gewellte dunkle Haare, Hakennase) und seiner Vorliebe für Mystisches und Übernatürliches den Spitznamen Antschutka, d. h. Dämon oder Teufel, den er sein Leben lang behielt.
Nach dem Gymnasiumsabschluss 1876 ging Masyrin nach Moskau und begann im selben Jahr nach bestandener Prüfung das Studium an der Moskauer Hochschule für Malerei, Bildhauerei und Architektur. Er absolvierte die naturwissenschaftliche Klasse, die Klasse für Malerei und Zeichnen und die Architektur-Klasse. Kommilitonen waren Fjodor Kolbe, Flegont Woskressenski, Anatoli Gunst, Sergei Maljutin, Nikolai Strukow, Adolf Erichson und Konstantin Korowin, mit dem sich eine langdauernde Freundschaft entwickelte. 1882 schloss Masyrin sein Studium als Klassischer Künstler der Architektur ab.
Nach dem Studium arbeitete Masyrin zunächst als Assistent Roman Kleins. Nachdem Klein für Warwara Morosowa ein Haus an der Moskauer Wosdwischenka 14 gebaut hatte, fügte Masyrin 1891 zwei Anbauten hinzu.
Masyrin beteiligte sich an der Projektierung von Ausstellungsbauten. 1889 nahm er an der Projektierung des russischen Pavillons auf der Weltausstellung Paris 1900 teil. 1891 war er am Aufbau der Zentralasien-Ausstellung in Moskau beteiligt. 1894 baute er den russischen Pavillon auf der Weltausstellung Oud Antwerpen in Antwerpen auf.
Auf der Weltausstellung in Antwerpen hatte Masyrin den reichen Unternehmerssohn Arseni Morosow (1873–1909) kennengelernt, der als jüngster Bruder von Michail und Iwan Morosow und Neffe 2. Grades von Sawwa Morosow zur Morosow-Kaufmannsdynastie gehörte und Masyrins Freund wurde. Arseni Morosow beauftragte nun Masyrin mit der Projektierung eines neuen Hauses für ihn. Dazu reisten sie gemeinsam durch Europa auf der Suche nach der richtigen Gestaltung dieses Hauses. Im portugiesischen Sintra beeindruckte sie der von Wilhelm Ludwig von Eschwege erbaute Palácio da Pena, der in sich Elemente der Neorenaissance, Neogotik, Neo-Manuelinik und maurische Elemente in sich vereinigt. Nach der Rückkehr nach Moskau beauftragte Morosow Masyrin mit dem Bau seines Hauses im Manuelinik-Stil an der Wosdwischenka 16 neben dem Haus seiner Mutter Warwara Morosowa an der Wosdwischenka 14. Den Grundstein legte Masyrins Tochter Lidija. Der 1899 fertiggestellte Bau war ein spätes Beispiel des Eklektizismus und fiel durch seine freie Gestaltung auf, als in Moskau die Moderne auf der Basis des Jugendstils gepflegt wurde. Unter dem Einfluss Masyrins glaubte auch Arseni Morosow an die Kraft seines Geistes und an die Wirksamkeit der Masyrinschen esoterischen Techniken, so dass er sich im Januar 1909 aufgrund einer Wette ins Bein schoss, um seine Schmerzlosigkeit zu beweisen. Er gewann die Wette und starb drei Tage später an einer Blutvergiftung.
Masyrin war mit Iwan Tokmakow, Walentin Serow und Fjodor Schaljapin befreundet. Zu seinen Bekannten gehörten Wiktor Wasnezow, Alexander Gustav Hausch, Igor Grabar, Maxim Gorki und Alexander Kuprin. Masyrin begeisterte sich für den Osten, für Supranaturalismus und Spiritismus. Er hielt sich für die Reinkarnation des Erbauers der ägyptischen Pyramiden. Er reiste viel, war zweimal in Ägypten, besuchte Japan und verschiedene Länder Europas, wo er Bauten und Architekturelemente skizzierte und fotografierte.
Masyrin starb bald nach der Oktoberrevolution an Typhus und wurde auf dem Moskauer Pjatnizkoje-Friedhof begraben.
Neben seiner Tochter Lidija, die Ballerina am Mariinski-Theater war und den Komponisten Adrian Schaposchnikow heiratete, hinterließ Masyrin einen Sohn Michail (* 1902). An Arseni Morosows Haus hängt eine Masyrin-Gedenktafel, die der Bildhauer Igor Samedjanski im Auftrag des Architekten und Enkels Masyrins Iwan Adrianowitsch Schaposchnikow 1995 angefertigt hatte.
2019 fand in Alatyr zu Masyrins 160. Geburtstag eine Ausstellung statt.

## Werke

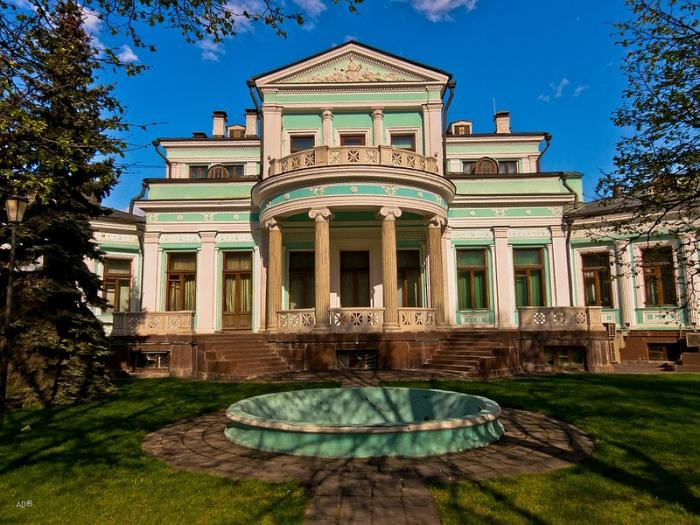
Michail Morosows Villa (Umbau 1894), Smolenski Bulwar 26/9, Moskau
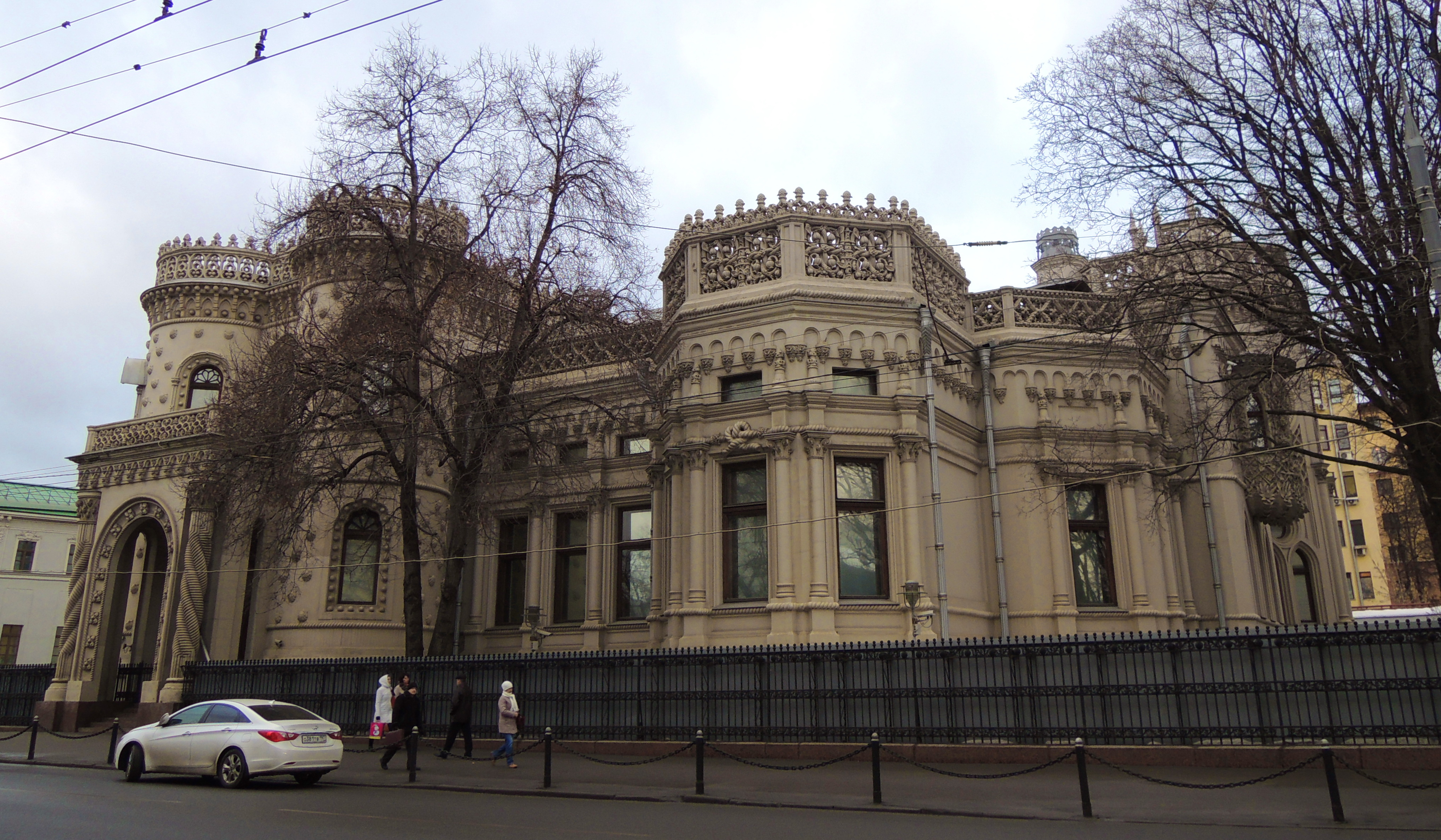
Arseni Morosows Haus (1899), Wosdwischenka 16, Moskau
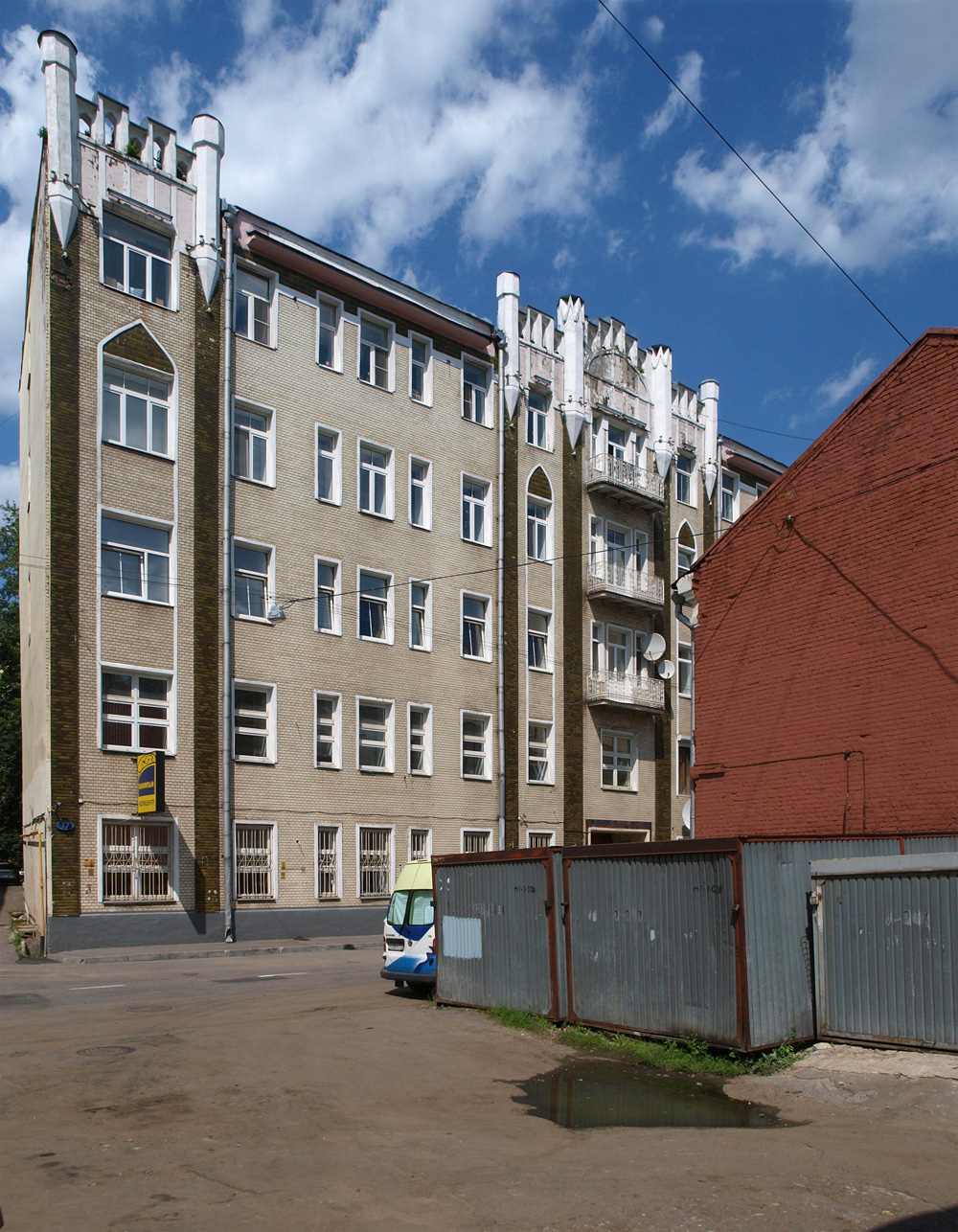
Wohnhaus F. T. Kononows (1913), Uliza Maschkowa 17, Moskau
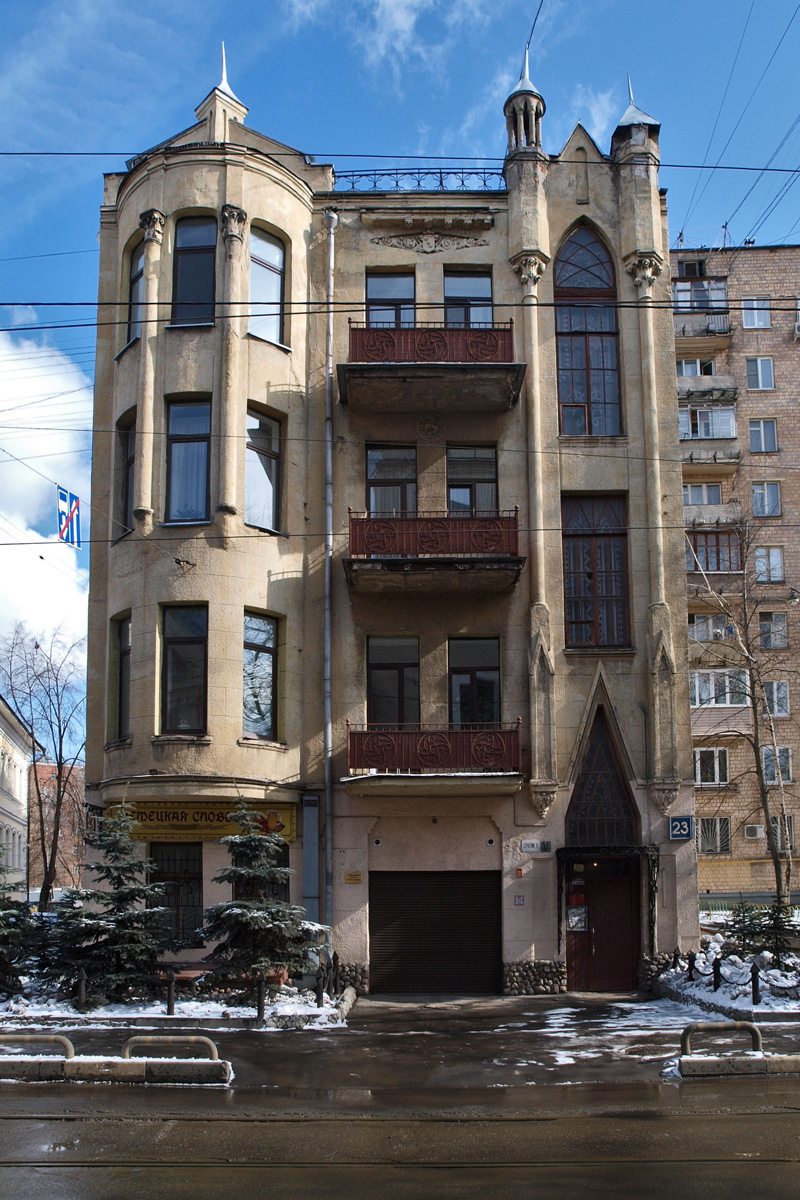
Wohnhaus A. S. Frolows (1914), Baumanskaja Uliza 23, Moskau